# Чухолово
Чухолово — деревня в городском округе Шаховская Московской области.

## Население
| 1859 | 1926 | 2002 | 2006 | 2010 |
| ---- | ---- | ---- | ---- | ---- |
| 167  | ↗248 | ↘4   | ↘1   | ↗6   |

## География
Деревня расположена в восточной части округа, примерно в 9 км к юго-востоку от райцентра Шаховская, у границы с Волоколамским районом, на правом берегу запруженной реки Колпяны (приток реки Ламы), высота центра над уровнем моря 224 м. Ближайшие населённые пункты — Назарьево на севере, Степаньково на западе и Курьяново, Волоколамского района, на северо-востоке. Недалеко от деревни находится железнодорожная платформа 141 км.
В деревне 5 улиц, приписано 2 садоводческих товарищества (СНТ).

## Исторические сведения
В середине XIX века деревня Чухолово относилась к 1-му стану Волоколамского уезда Московской губернии и принадлежала графу Чернышёву-Кругликову. В деревне было 20 дворов, 89 душ мужского пола и 86 душ женского.
В «Списке населённых мест» 1862 года — владельческая деревня 1-го стана Волоколамского уезда Московской губернии по Московскому тракту, шедшему от границы Зубцовского уезда на город Волоколамск, в 15 верстах от уездного города, при колодце, с 23 дворами и 167 жителями (78 мужчин, 89 женщин).
По данным на 1890 год входила в состав Бухоловской волости Волоколамского уезда, число душ мужского пола составляло 86 человек.
В 1913 году — 36 дворов.
По материалам Всесоюзной переписи населения 1926 года — деревня Назарьевского сельсовета Бухоловской волости, проживало 248 человек (105 мужчин, 143 женщины), насчитывалось 47 хозяйств (45 крестьянских).
С 1929 года — населённый пункт в составе Шаховского района Московской области.
1994—2006 гг. — деревня Бухоловского сельского округа Шаховского района.
2006—2015 гг. — деревня сельского поселения Степаньковское Шаховского района.
2015 г. — н. в. — деревня городского округа Шаховская Московской области.